# Stand up. Zabij mnie śmiechem
Stand up. Zabij mnie śmiechem – polski program rozrywkowy, emitowany na antenie telewizji Polsat od 2 października do 20 listopada 2010, prowadzony przez Mariusza Kałamagę i Tomasza Kammela.
Wyemitowano tylko jedną edycję programu, która była oglądana średnio przez 2,01 mln widzów.

## Zasady
Program odbywał się na żywo i poprzedzony był eliminacjami przeprowadzonymi podczas castingów. Faza emitowana w telewizji została podzielona na półfinały oraz finał, w którym brało udział pięciu (w odcinku 4 sześciu) uczestników, których zadaniem było rozbawienie publiczności swoim monologiem kabaretowym w czasie 6 minut. Występ uczestnika mógł zostać wcześniej przerwany – 20 widzów wybranych z publiczności obsługiwało przyciski, które użyte w przez większość z nich wyłączały mikrofon uczestnika.
Zmagania uczestników opiniowali satyrycy – Jerzy Kryszak i Cezary Pazura, jednakże ostateczna decyzja o rozstrzygnięciu należała do widzów głosujących poprzez wysyłanie SMS-ów. 
Główną nagrodą w programie było stypendium w jednej z Comedy School w Nowym Jorku.

## Uczestnicy
W programie występują osoby wyłonione w toku eliminacji prowadzonej w ramach castingu. Oprócz uczestników nieznanych dotąd szerszej publiczności, wystąpiły osoby związane z działalnością aktorską i kabaretową – m.in. Paweł Burczyk, Abelard Giza, Katarzyna Piasecka, Robert Korólczyk, Leszek Jenek, Aldona Jankowska, Michał Milowicz, Piotr Plewa, Szymon Kusarek, Kacper Ruciński, Janina Zuber.

## Półfinały

### Grupa 1
| Występ | Uczestnik         | Wynik      |
| ------ | ----------------- | ---------- |
| 1      | Piotr Jeleń       | Eliminacja |
| 2      | Elżbieta Wycech   | Eliminacja |
| 3      | Rafał Jarosz      | Eliminacja |
| 4      | Kacper Ruciński   | Dogrywka   |
| 5      | Aleksandra Petrus | Awans      |

### Grupa 2
| Występ | Uczestnik          | Wynik      |
| ------ | ------------------ | ---------- |
| 1      | Katarzyna Piasecka | Eliminacja |
| 2      | Szymon Kusarek     | Eliminacja |
| 3      | Anna Pituła        | Awans      |
| 4      | Paweł Burczyk      | Eliminacja |
| 5      | Michał Kempa       | Dogrywka   |

### Grupa 3
| Występ | Uczestnik            | Wynik      |
| ------ | -------------------- | ---------- |
| 1      | Sylwia Wróblewska    | Eliminacja |
| 2      | Tomek Giefert        | Eliminacja |
| 3      | Abelard Giza         | Eliminacja |
| 4      | Remigiusz Stróżyński | Dogrywka   |
| 5      | Janina Zuber         | Awans      |

### Grupa 4
| Występ | Uczestnik        | Wynik      |
| ------ | ---------------- | ---------- |
| 1      | Cezary Sadowski  | Eliminacja |
| 2      | Maciej Jadowski  | Dogrywka   |
| 3      | Paweł Reszela    | Awans      |
| 4      | Robert Korólczyk | Eliminacja |
| 5      | Anna Balsam      | Eliminacja |

### Grupa 5
| Występ | Uczestnik         | Wynik      |
| ------ | ----------------- | ---------- |
| 1      | Piotr Plewa       | Eliminacja |
| 2      | Radosław Ogrodnik | Eliminacja |
| 3      | Michał Milowicz   | Dogrywka   |
| 4      | Aldona Jankowska  | Awans      |
| 5      | Leszek Jenek      | Eliminacja |

### Dogrywka
| Występ | Uczestnik            | Wynik      |
| ------ | -------------------- | ---------- |
| 1      | Michał Milowicz      | Eliminacja |
| 2      | Remigiusz Stróżyński | Eliminacja |
| 3      | Michał Kempa         | Awans      |
| 4      | Elżbieta Wycech      | Eliminacja |
| 5      | Kacper Ruciński      | Eliminacja |

## Wyniki
| 1/2 finału - Aleksandra Petrus (wygrana odc. 1) - Anna Pituła (wygrana odc. 2) - Janina Zuber (wygrana odc. 3) - Paweł Reszela (wygrana odc. 4) - Aldona Jankowska (wygrana odc. 5) - Michał Kempa (wygrana odc. 6) |  | Finał - Michał Kempa - I miejsce (zwycięzca) - Anna Pituła - II miejsce - Aldona Jankowska - III miejsce |